# Glupače ne idu na nebo
Glupače ne idu u nebo (izvornog naziva Las Tontas no van al Cielo) je originalna meksička telenovela koja je s emitiranjem na meksičkom programu El Canal de las Estrellas krenula 11. veljače 2008. godine. Telenovela je nastala u produkciji Rosy Ocampo i Enrique Torresa, a glavne uloge tumače Jacqueline Bracamontes, Jaime Camil i Valentino Lanus.

## Sinopsis
Candy je predivna, mlada djevojka puna snova i nadanja u vezi svoje budućnosti. Na svojoj rođendanskoj zabavi upoznaje muškarca svojih snova, Patricija. On je postao njen centar svemira. No, Patricio joj nije bio samo dečko, već i očev šef. Candy ne može biti sretnija, te svoju sreću dijeli sa svoje dvije sestre, Alicijom i Veronicom. Nakon nekoliko vremena, Alicia se seli u Tijuanu, a Veronica premine tijekom liposukcije na operacijskom stolu. Na proslavi svog 18-og rođendana, tjedan dana prije svog vjenčanja s Patricijem, Candy i on vode ljubav. Alicia dolazi na Candyino vjenčanje, dok se Candy osjeća krivom što je Alicia prekinula svoju karijeru plesačice. Alicia joj oprašta ili to samo Candy misli.
Patricio je, na drugu stranu, zaljubljen u Candy, te izlazeći s kćeri svog zaposlenika, Patricio trlja sol na ranu svom ocu, milijunašu, koji je bio alkoholičar i zlostavljao svoju suprugu, Patricijevu majku. Na Patricijevoj momačkoj večeri, sve se mjenja, kad mu prijatelji plate noć sa striptizetom. Alicia je pak znala za njihove planove i pojavila se gola u Patricijevoj sobi. On, pijan, vodi ljubav s Alicijom, a jutro kasnije se kaje zbog svoje gluposti.
Na Patricijevom i Candyinom vjenčanju sprema se prava tragedija. Candy poziva svog ujaka Meñu na vjenčanje, koji je protjeran iz obitelji otkad je priznao da je homoseksualac. Meño se pojavio na vjenčanju, no ubrzo je otišao kako bi izbjegao sukobe s ostatkom obitelji, ostavljajući Candy pozamašnu svotu novca na stolu. Tijekom zabave nakon vjenčanja, Patricio i Alicia odlaze u kupaonicu gdje se posvađaju oko jučerašnjeg provoda, no upravo tada u prostoriju ulazi Candy koja načuje njihov razgovor, otvara vrata i ugleda Patricija i Aliciju dok se ljube. Candy ljutito izlazi pred sve goste, dok je roditelji tješe kako je Patricio muškarac i kako ima svoje potrebe.
Candy sada ima dva izbora. Biti glupa, slijediti roditeljski savjet i ostati uz muškarca kojeg voli usprkos tome što ju je prevario sa sestrom. Ili, iskoristiti priliku, napustiti muškarca koji ju je izdao i pronaći svoju sudbinu na nekom drugom mjestu? Pred svim gostima, Candy skida svoju vjenčanu haljinu, te je baci u lice svog zaručnika i krene trčati plažom u svom donjem rublju. Candy otkriva omotnicu koju joj je ujak ostavio, te joj se to učini kao prava prilika da ubije staru Candy i postane nova, bolja i emancipirana žena. Candy odlazi u Meksiko k svom ujaku, te uskoro saznaje kako je trudna. Meño je pak uvjerio Candyinu obitelj kako je Candy smrt i kako je njen pepeo prosuo nad morem Guadalajare, gdje Candy i on trenutno žive. Mjesecima kasnije, Candyin i Patricijev sin, Salvador, je rođen.
Sedam godina kasnije, Candy i Santiago se susreću. Upoznali su se na dan njenog neuspješnog vjenčanja, no posvađali su se kad joj se Santiago predstavio kao plastični kirurg. Santiago je samohrani otac kojeg je napustila njegova žena Paulina, čim je rodila njihovu kćer Rocio. Kad je ostavila Santiaga, on se posvetio samo svojoj kćeri i svom poslu. Nakon Paulininog odlaska, Santiago više nije vjerovao ni poštovao žene, već ih je vidio samo kao jedan vid zabave. Kad upozna Candy, odlučan je odvesti je u krevet, no kad ju bolje upozna, shvaća kako je Candy ona prava i zaljubljuje se u nju.
Iako su se ispočetka mrzili, Candy isto osjeti iskru prema Santiagu, no na putu prema pravoj romansi im stoji Marissa, Santiagova djevojka i Candyina poslovna partnerica. Candy je naime kolumnistica u popularnom magazinu, te piše kolumnu Glupače ne idu na nebo. Kad se kolumna pokaže uspješnom, Candyin san o uspješnoj karijeri postaje stvarnost.
Sve se mjenja kad Patricio ponovno uđe u Candyin život, odlučan da je vrati u svoj. No, postoji jedan problem. Patricio je sad u braku s Alicijom. Candy će sad morati odlučiti kojem muškarcu pripada njeno srce? Patriciju, svojoj prvoj ljubavi, ocu njenog djeteta koji ju je izdao ili Santiagu, čovjeku koji je njen suparnik na poslovnom planu, no koji nudi Candy šansu za ponovno otkrivanje ljubavi?

## Zanimljivosti
- Glavni glumci, Jacqueline Bracamontes i Valentino Lanus su bili zaručeni u stvarnom životu, no zaruke su prekinuli 2006. godine.
- Prvotni naslovi telenovele su bili Candy i Las Estupidas no van al Cielo.
- Na audiciju za glavnu negativku su prišle glumice Itati Cantoral, Luz Elena Gonzalez i Martha Julia, no ulogu je naposljetku dobila Fabiola Campopanes.
- Rosy Ocampo, producentica telenovele nije uspjela postignuti veliki uspjeh kao kod svoje prethodne telenovele Ružna ljepotica, no Las Tontas ipak bilježi pristojnu gledanost u Meksiku, te je trenutno druga po gledanosti telenovela.
- Najavljena je i zamjena ove telenovele. Nakon završetka Las Tontas u njenom terminu se počela emitirati meksička prerada argentinske telecomedije Začin života nazvana Udarac u srce (Un Gancho al Corazon).

## Uloge
| Glumac/ica             | Lik                                |
| ---------------------- | ---------------------------------- |
| Jacqueline Bracamontes | Candida "Candy" Morales Alcalde    |
| Jaime Camil            | Santiago Lopez Carmona             |
| Valentino Lanus        | Patricio Molina Lizarraga          |
| Julio Aleman           | Arturo Molina                      |
| Fabiola Campopanes     | Alicia Morales de Molina-Lizarraga |
| Sabine Moussier        | Marissa †                          |
| Karla Álvarez          | Paulina de Lopez Carmona           |
| Alejandro Ibarra       | Eduardo                            |
| Julio Mannino          | Rafael                             |
| Manuel Flaco Ibañez    | Meño                               |
| Reynaldo Rossaldo      | Toño                               |
| Raquel Garza           | Hortensia                          |
| Luis Manuel Avila      | Zamora                             |
| Carlos de la Mota      | Raul                               |
| Mauricio Herrera       | Jaime                              |
| Ana Bertha Espin       | Gregoria                           |
| Rosángela Balbó        | Margarita                          |
| Silvia Mariscal        | Isabel                             |
| Andrea Torre           | Soledad                            |
| Jackie Garcia          | Chayo                              |
| Julio Vega             | Donato                             |
| Lili Brillanti         | Tina                               |
| Gaby Platas            | Barbara                            |
| Ginny Hoffman          | Cecilia                            |
| Erik Guecha            | Carlo                              |
| Christina Pastor       | Lulu                               |
| Viviana Macouzet       | Evangelina                         |
| Violeta Isfel          | Lucia                              |
| Eleazar Gomez          | Charly                             |
| Robin Vega             | Chava                              |
| Diego Ramirez          | Beto                               |
| Mariana Lodoza         | Rocio                              |
| Agustin Arana          | Mario                              |

## Vanjske poveznice
- Službeni site  Arhivirana inačica izvorne stranice od 14. veljače 2008. (Wayback Machine)
- Neslužbena stranica s epizodama i slikama
- [neaktivna poveznica]
- Stranica iz Španjolske
- Uvodna špica telenovele